# Districtul civil Washington, comitatul Tippecanoe, Indiana
Pentru alte districte (civile sau de alt tip) cu același nume, vedeți Districtul Washington (dezambiguizare).
Pentru alte utilizări ale celor două nume proprii, vedeți Washington (dezambiguizare) și Tippecanoe (dezambiguizare).
Districtul civil Washington, comitatul Tippecanoe, Indiana (în original Washington Township, Tippecanoe County, Indiana) este unul din cele treisprezece  districte civile (în original township) din comitatul Tippecanoe, statul Indiana, Statele Unite ale Americii.

## Districte topografice și districte civile
Utilizarea termenului de district topografic este făcută în sensul inițial topografic, un pătrat cu latura de exact 6 mile (circa 9.654 metri) și suprafața de exact 36 de mi2 (aproximativ 93,1997 km2). Majoritatea covârșitoare a districtelor civile ale statului Iowa au forma, latura și suprafața extrem de apropiate de forma și valorile districtelor topografice standard practicate atât în Canada cât și în Statele Unite ale Americii.

## Geografie
Conform datelor recensământului din 2010, Washington Township acoperă o suprafață de circa 69,978 km2 (sau 27.03 mi2) dintre care uscatul reprezină 98,59 % și apa 1,41 % (sau 0.38 sqmi).

### Localități neîncorporate
- Americus
- Buck Creek
- Colburn
- Delp

### Cimitire
Conform datelor culese de aceeași agenție a guvernului Statelor Unite, United States Geological Survey (sau, pe scurt, USGS), pe teritoriul districtului se găsesc patru cimitire, Americus, Cunningham, Hollywood și North Union.

### Districte civile înconjurătoare
- Districtul civil Tippecanoe, comitatul Carroll (nord)
- Districtul civil Deer Creek, comitatul Carroll (nord-est)
- Districtul civil Madison, comitatul Carroll (est)
- Districtul civil Clay, comitatul Carroll (sud-est)
- Districtul civil Perry, comitatul Tippecanoe  (sud)
- Districtul civil Fairfield, comitatul Tippecanoe (sud-vest)
- Districtul civil Tippecanoe, comitatul Tippecanoe (vest)

### Drumuri importante
- Indiana State Road 25

## Demografie
Conform datelor înregistrate de United States Census Bureau, Biroul de recensăminte al Statelor Unite ale Americii,  populația districtului fusese de 2.432 de locuitori la data efectuării recensământului din anul 2010.

### Districte școlare
- Tippecanoe School Corporation

### Districte politice
- Indiana's 4th congressional district
- State House District 41
- State Senate District 07